# Bernard Meadows
Bernard Meadows (Norwich, 19 februari 1915 – Londen, 12 januari 2005) was een Engelse beeldhouwer.

## Leven en werk
Meadows volgde van 1934 tot 1936 schilderles aan de Norwich School of Art. In 1937 ging hij naar Londen en startte een opleiding aan het Courtauld Institute of Art. In 1938 meldde hij zich aan bij het Royal College of Art (RCA) 1938 voor de opleidingen schilder- en beeldhouwkunst.
Gedurende de jaren 1936 tot 1939 en na de Tweede Wereldoorlog, waarin hij bij de Royal Air Force diende, weer van 1946 tot 1948 assisteerde Meadows gedurende de zomermaanden Henry Moore in diens atelier, waarmee Meadows Moores eerste assistent was. Hij voltooide in die periode zijn studie aan het RCA. Van 1948 tot 1960 was hij docent aan het Chelsea College of Art and Design. Een van zijn leerlingen (van 1949 tot 1953) was de Engelse beeldhouwster Elisabeth Frink.
In 1951 maakte Meadows voor het eerste Festival of Britain, dat in 1951 in Londen werd gehouden, het werk Elm, dat werd aangekocht door Tate Britain. In 1952 vertegenwoordigde hij Engeland op de Biënnale van Venetië als deelnemer aan de expositie New Aspects of British Sculpture (samen met beeldhouwers als Henry Moore, Reg Butler, Eduardo Paolozzi, William Turnbull, Lynn Chadwick en Kenneth Armitage). In 1956 verbleef Meadows met een studiebeurs in Italië en in 1960 kreeg hij een internationale prijs in het Zwitserse Lugano. Voor het Openluchtmuseum voor beeldhouwkunst Middelheim creëerde hij Pointing Figure with a Child (1966). Een ander belangrijk werk Public Sculpture maakte hij in 1968 in opdracht van de Eastern Daily Press in Norwich.
Van 1960 tot 1980 was Meadows hoogleraar beeldhouwkunst aan het Royal College of Art. Vanaf 1977 assisteerde hij Henry Moore weer en van 1983 tot 1988 was hij directeur van de Henry Moore Foundation.

## Exposities (selectie)
- 1958 Wereldtentoonstelling Expo 1958 in Brussel
- 1958 Biënnale van São Paulo, São Paulo
- 1959 Biënnale Middelheim, Antwerpen
- 1959 documenta II in Kassel
- 1962 Biënnale van Venetië
- 1964 Tate Gallery: 1954-1964 Painting and Sculpture of a Decade
- 1981 Whitechapel Art Gallery: British Sculpture in the Twentieth Century

## Fotogalerij

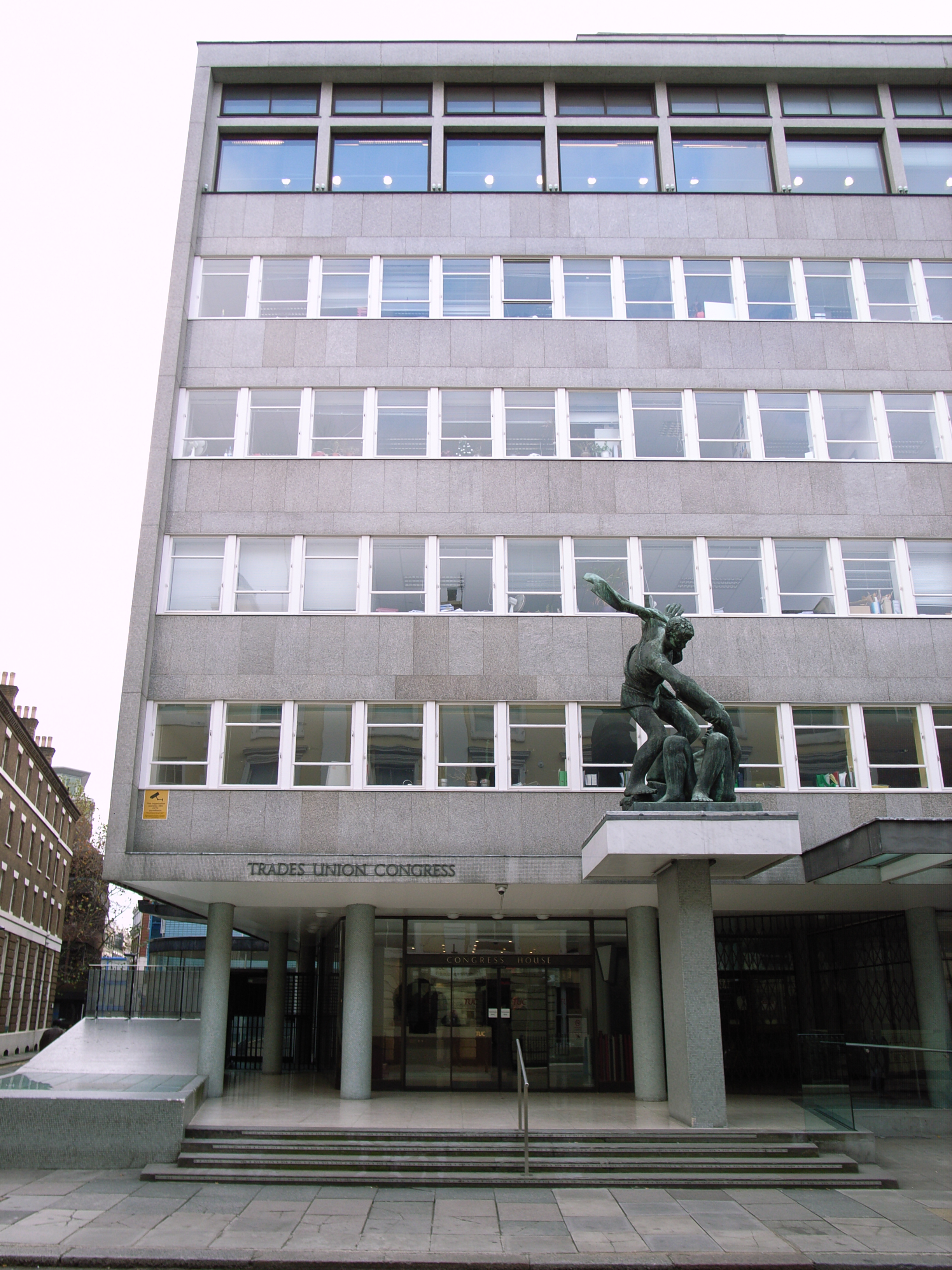
The Spirit of Trade Unionism, Londen
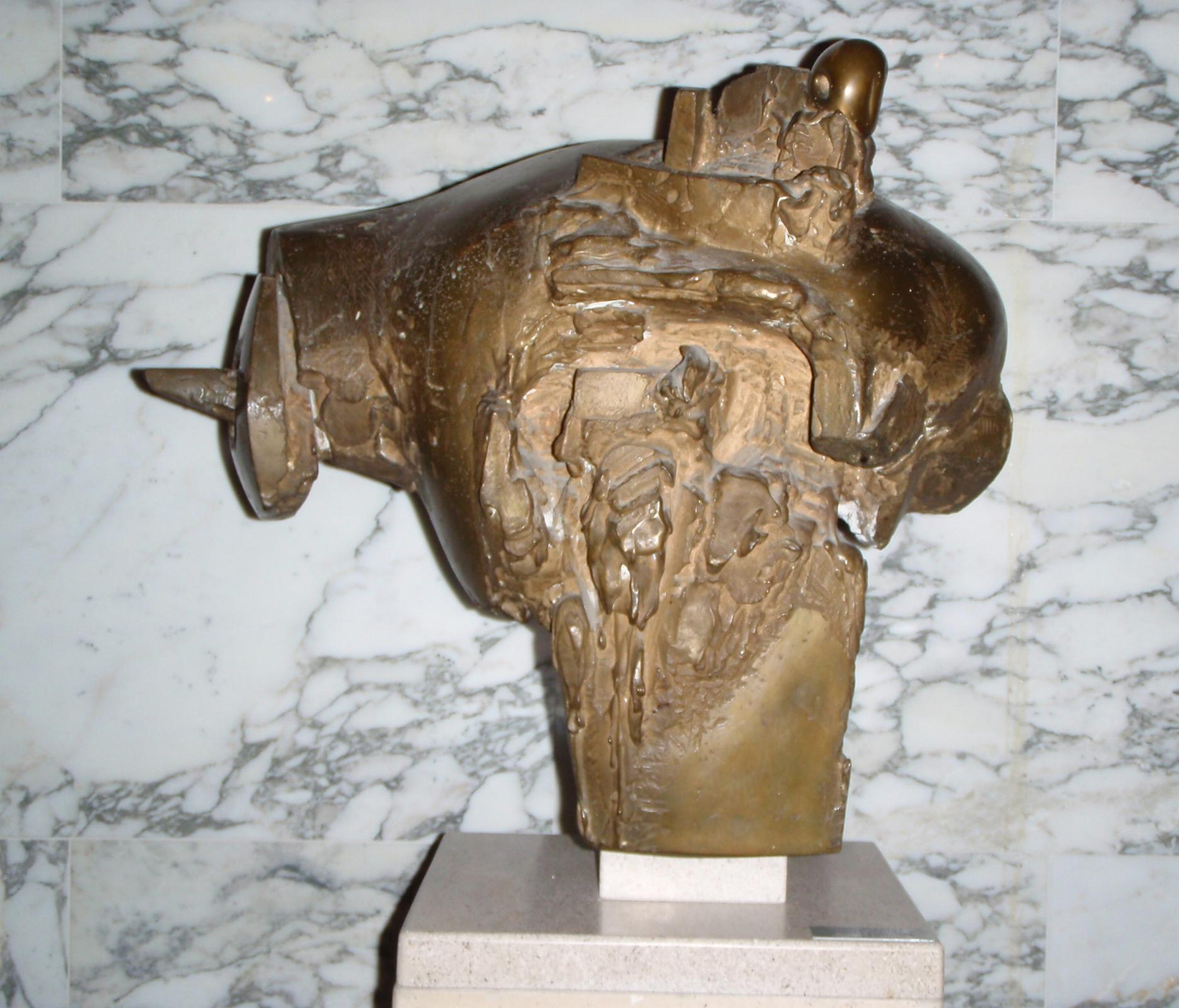
Armed Bust V (1963), Rotterdam
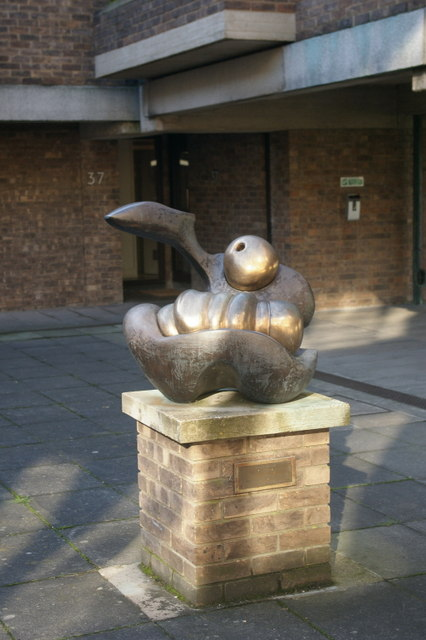
Pointing Figure with Child (1966), Cambridge Sculpture Trail 3